# کوزیا (جمهوری آلتای)
کوزیا (به لاتین: Kuzya) یک منطقهٔ مسکونی در روسیه است که در جمهوری آلتای واقع شده‌است.